# Grand Prix der Nordischen Kombination 2002
Der Grand Prix der Nordischen Kombination 2002 ging in die fünfte Saison und war vom Weltskiverband FIS zwischen dem 21. August und dem 1. September 2002 an fünf verschiedenen Orten in Europa ausgetragene Wettkampfserie in der Nordischen Kombination.
Mit einem riesigen Abstand konnte der Österreicher Mario Stecher vor dem Österreicher Felix Gottwald und dem Amerikaner Todd Lodwick den Gesamt-Grand-Prix 2002 gewinnen.

## Austragungsorte und Rennen
Winterberg:
- 21. August 2002: K 90 & 14 km Gundersen

 Klingenthal:
- 24. August 2002: K 80 & 16 km Gundersen

 Oberhof / Steinbach-Hallenberg:
- 25. August 2002: K 120 & 9 km Sprint

 Villach:
- 30. August 2002: K 90 & 15 km Gundersen

 Berchtesgaden:
- 1. September 2002: K 90 & 10 km Gundersen

## Ergebnisse und Wertungen

### Grand-Prix Übersicht
| Datum     | Austragungsort                 | Disziplin           | Sieger         | Zweiter         | Dritter        |
| --------- | ------------------------------ | ------------------- | -------------- | --------------- | -------------- |
| 21.8.2002 | Winterberg                     | K 90 / 14 km        | Georg Hettich  | Todd Lodwick    | Mario Stecher  |
| 24.8.2002 | Klingenthal                    | K 80 / 16 km        | Mario Stecher  | Kristian Hammer | Jens Gaiser    |
| 25.8.2002 | Oberhof / Steinbach-Hallenberg | K 120 / 9 km Sprint | Mario Stecher  | Felix Gottwald  | Todd Lodwick   |
| 30.8.2002 | Villach                        | K 90 / 15 km        | Felix Gottwald | Mario Stecher   | Michael Gruber |
| 1.9.2002  | Berchtesgaden                  | K 90 / 10 km        | Mario Stecher  | Felix Gottwald  | Michael Gruber |

### Wertungen
| Rang | Name             | Punkte |
| ---- | ---------------- | ------ |
| 01.  | Mario Stecher    | 420    |
| 02.  | Felix Gottwald   | 361    |
| 03.  | Todd Lodwick     | 250    |
| 04.  | Michael Gruber   | 210    |
| 05.  | Kristian Hammer  | 171    |
| 06.  | Jens Gaiser      | 169    |
| 07.  | Christoph Bieler | 155    |
| 08.  | Johnny Spillane  | 146    |
| 09.  | Petter Tande     | 141    |

| Rang | Name               | Punkte |
| ---- | ------------------ | ------ |
| 10.  | Samppa Lajunen     | 139    |
| 11.  | David Kreiner      | 110    |
| 12.  | Jan Rune Grave     | 087    |
| 13.  | Christoph Eugen    | 081    |
| 14.  | Matthias Menz      | 075    |
| 15.  | Wilhelm Denifl     | 074    |
| 16.  | Espen Rian         | 061    |
| 17.  | Björn Kircheisen   | 056    |
| 18.  | Mikko Keskinarkaus | 039    |

| Rang | Name               | Punkte |
| ---- | ------------------ | ------ |
| 19.  | Ronny Heer         | 038    |
| 20.  | Jouni Kaitainen    | 032    |
| 21.  | Stephan Münchmeyer | 029    |
| 22.  | Carl Van Loan      | 028    |
| 23.  | Matthias Mehringer | 020    |
| 24.  | Ivan Rieder        | 013    |
| 25.  | Alexei Barannikow  | 008    |
| 26.  | Michal Pšenko      | 006    |
| 27.  | Andreas Hartmann   | 001    |

| |                    |        |
| \| Rang \| Name \| Punkte \| \| ---- \| ------------------ \| ------ \| \| 1. \| Österreich \| 1411 \| \| 2. \| Norwegen \| 460 \| \| 3. \| Deutschland \| 349 \| \| 4. \| Vereinigte Staaten \| 424 \| \| 5. \| Finnland \| 210 \| \| 6. \| Schweiz \| 052 \| \| 7. \| Russland \| 008 \| \| 8. \| Slowakei \| 006 \| |                    |        |
| Rang | Name               | Punkte |
| 1. | Österreich         | 1411   |
| 2. | Norwegen           | 460    |
| 3. | Deutschland        | 349    |
| 4. | Vereinigte Staaten | 424    |
| 5. | Finnland           | 210    |
| 6. | Schweiz            | 052    |
| 7. | Russland           | 008    |
| 8. | Slowakei           | 006    |